# Psilozona nigripennis
Psilozona nigripennis là một loài ruồi trong họ Asilidae. Psilozona nigripennis được Paramonov miêu tả năm 1966. Loài này phân bố ở miền Australasia.